# Melanesischer Obsidianspeer
Ein Melanesischer Obsidianspeer ist eine Wurfwaffe vom Bismarck-Archipel.

## Beschreibung
Ein Melanesischer Obsidianspeer hat eine Klinge, die aus Obsidian hergestellt ist. Der Schaft besteht aus Hartholz oder Rohr. Die Klinge wird durch Abschlagen mit einem Stein aus einem größeren Stück dieses vulkanischen Glases gearbeitet. Durch die korrekte Bearbeitung werden die Schneidflächen so scharf, dass sie einer Skalpellklinge in nichts nachsteht. Die Schnittflächen sind so fein gearbeitet, dass die Stärke der äußersten Kante bereits im Molekularbereich liegt.
Die Klinge ist bei diesem Speer in einen geschnitzten Holzsockel eingefügt und mit dünnen Seilen befestigt. Der hölzerne Sockel ist mit natürlichem Gummi überzogen und Muschelschalen sind als Intarsien eingearbeitet.
Der Sammlungsführer des Jahres 1906 des Rautenstrauch-Joest-Museums führt dazu an, dass Speere und Dolche mit ähnlicher Technik befestigt wurden: „Überall ist es zunächst eine Hülle aus dem dicken Ende des Sagoblattes, die um Speerschaft und Obsidianspitze gelegt und mit einer Bastschnur festgebunden wird. Darauf wird dann meist unmittelbar eine Kittmasse aufgetragen und weiterhin mit Farbstoffen (schwarz, rotbraun) eingerieben, sodass sie eine schöne Politur erhält.“ Weiter wird zu Beispielen der Admiralitätsinseln angeführt: „Unterhalb verschiedentlich eine Holzschnitzerei (eine Menschenfigur oder ein Krokodilkopf, z. T. auch beides in Kombination darstellend). Immer aber ist die Befestigung der Spitze, mag es sich nun um Schnurgeflecht oder Kittmasse handeln, bunt ornamentiert. Die in Kittmasse eingegrabenen Ornamente bewegen sich zwischen der Darstellung eines Vogels mit ausgebreiteten Flügeln und eines Menschengesichts.“
Exemplare sind heute besonders häufig in den Museen des pazifischen Raumes zu finden, darunter auch mehrzinkige. So zeigt z. B. ein Exemplar des Museum of New Zealand Te Papa Tongarewa einen Speer mit zwei Obsidianspitzen.
Heinrich Schnee weist in seinem Werk Bilder aus der Südsee von 1904 darauf hin, dass nach dem Abschlagen häufig keine weitere Bearbeitung notwendig war, die dort lebenden Melanesier aber großen Wert auf Schmuckverzierungen legten. Ferner weist er darauf hin, dass der dort ansässige seefahrende Stamm der Manus die Obsidianspitzen im Tauschhandel weiter in Melanesien verteilte.
Zu Beginn des 20. Jahrhunderts sank die Qualität dieser Klingen rapide, da nun importierte Metallklingen leichter zu bekommen waren. Die gebräuchlichere Variante in der Region ist der melanesische Speer.

## Herkunft und Verbreitung
Obsidianblöcke werden im Bismarck-Archipel nur auf den Admiralitätsinseln Lou, den Pam-Inseln bestehend aus Pam Lin und Pam Mandian, auf Manus, auf Neubritannien an den Orten Talasea und Mopir der Halbinsel Willaumez, dazu von den D’Entrecasteaux-Inseln auf der Fergusson-Insel (Moratau), sowie auf den Banks-Inseln des nördlichen Vanuatu, rund 800 km südöstlich von Rennell gefunden.
Obsidiansplitter werden allgemein als Obsidianwerkzeuge eingesetzt für Messer, Schaber, Pfeilspitzen und Speere, die neben den in Museen befindlichen Schaustücken vor allem als archäologische Funde vorkommen. Eine große Bedeutung erlangten sie in den letzten Jahrzehnten dadurch, dass es z. B. mit Protoneninduxierter Röntgenspektroskopie möglich ist, den genauen Herkunftsort eines Splitters zu bestimmen. Somit können die Verbreitungswege und die gegenseitige kulturelle Beeinflussung innerhalb dieses geographischen Raumes erklärt werden. Früheste Fundstücke weisen auf einen Gebrauch bereits vor 20.000 Jahren vor Chr. hin. Von den Admiralitätsinseln und Neubritannien aus wurden sie mehrere tausend Kilometer nach Tonga, Fidschi und Samoa nach Osten sowie bis Borneo nach Westen verbreitet.